# Uperoleia littlejohni
Uperoleia littlejohni és una espècie de granota que viu a Austràlia.